# Cơ sở dữ liệu nhúng
Hệ cơ sở dữ liệu nhúng là một hệ quản trị cơ sở dữ liệu (DBMS) được tích hợp chặt chẽ với một phần mềm ứng dụng yêu cầu quyền truy cập vào dữ liệu được lưu trữ, sao cho hệ thống cơ sở dữ liệu được "ẩn" khỏi người dùng cuối của ứng dụng và ít hoặc không cần bảo trì liên tục. Nó thực sự là một danh mục công nghệ rộng bao gồm
- hệ thống cơ sở dữ liệu với các giao diện lập trình ứng dụng khác nhau (SQL cũng như các API riêng, độc quyền),
- kiến trúc cơ sở dữ liệu (máy khách-máy chủ và trong quá trình),
- chế độ lưu trữ (trên đĩa, trong bộ nhớ và kết hợp),
- mô hình cơ sở dữ liệu (quan hệ, hướng đối tượng, mô hình thực thể-thuộc tính-giá trị, mạng / CODASYL) và
- thị trường mục tiêu.

Thuật ngữ cơ sở dữ liệu nhúng có thể gây nhầm lẫn vì chỉ một tập hợp con nhỏ các sản phẩm cơ sở dữ liệu nhúng được sử dụng trong các hệ thống nhúng thời gian thực như bộ chuyển mạch viễn thông và thiết bị điện tử tiêu dùng. (Xem cơ sở dữ liệu di động để biết cơ sở dữ liệu dấu chân nhỏ có thể được sử dụng trên các thiết bị nhúng.)